# Igrzyska Azjatyckie 1990
XI Igrzyska Azjatyckie – zawody sportowe państw azjatyckich, które odbyły się w dniach 22 września-7 października 1990 w stolicy Chińskiej Republiki Ludowej, Pekinie. Były to pierwsze igrzyska azjatyckie odbywające się w Chińskiej Republiki Ludowej. W programie igrzysk znajdowały się 34 dyscypliny.

## Uczestnicy igrzysk
W XI Igrzyskach Azjatyckich wzięło udział 36 reprezentacji, będących członkami Międzynarodowego Komitetu Olimpijskiego. 
| - Afganistan - Bahrajn - Bangladesz - Bhutan - Brunei - Chiny - Chińskie Tajpej - Filipiny - Hongkong - Indonezja - Indie - Iran - Japonia | - Jemen - Jordania - Kambodża - Katar - Korea Południowa - Korea Północna - Kuwejt - Laos - Liban - Makau - Malezja - Malediwy - Mongolia | - Mjanma - Nepal - Oman - Pakistan - Palestyna - Singapur - Sri Lanka - Syria - Tajlandia - Wietnam - Zjednoczone Emiraty Arabskie |

## Konkurencje sportowe na IA 1990
XI Igrzyska Azjatyckie rozgrywano w 27 dyscyplinach sportowych.
| - Łucznictwo - Lekkoatletyka - Badminton - Koszykówka - Boks - Kajakarstwo - Kolarstwo - Hokej na trawie - Szermierka | - Piłka nożna - Golf - Gimnastyka - Piłka ręczna - Judo - Kabaddi - Wioślarstwo - Żeglarstwo - Sepak Takraw | - Strzelectwo - Softball - Pływanie - Tenis stołowy - Tenis ziemny - Piłka siatkowa - Podnoszenie ciężarów - Zapasy - Wushu |

## Klasyfikacja medalowa
| Miejsce | Reprezentacja    |     |     |     | Łącznie |
| 1       | Chiny            | 183 | 107 | 51  | 341     |
| 2       | Korea Południowa | 54  | 54  | 73  | 181     |
| 3       | Japonia          | 38  | 60  | 76  | 174     |
| 4       | Korea Północna   | 12  | 31  | 39  | 82      |
| 5       | Iran             | 4   | 6   | 8   | 18      |
| 6       | Pakistan         | 4   | 1   | 7   | 12      |
| 7       | Indonezja        | 3   | 6   | 21  | 30      |
| 8       | Katar            | 3   | 2   | 1   | 6       |
| 9       | Tajlandia        | 2   | 7   | 8   | 17      |
| 10      | Malezja          | 2   | 2   | 4   | 8       |
| 11      | Indie            | 1   | 8   | 14  | 23      |
| 12      | Mongolia         | 1   | 7   | 9   | 17      |
| 13      | Filipiny         | 1   | 2   | 7   | 10      |
| 14      | Syria            | 1   | 0   | 2   | 3       |
| 15      | Oman             | 1   | 0   | 0   | 1       |
| 16      | Chińskie Tajpej  | 0   | 10  | 21  | 31      |
| 17      | Hongkong         | 0   | 2   | 5   | 7       |
| 18      | Sri Lanka        | 0   | 2   | 1   | 3       |
| 19      | Singapur         | 0   | 1   | 4   | 5       |
| 20      | Bangladesz       | 0   | 1   | 0   | 1       |
| 21      | Mjanma           | 0   | 0   | 2   | 2       |
| 22      | Arabia Saudyjska | 0   | 0   | 1   | 1       |
| 22      | Laos             | 0   | 0   | 1   | 1       |
| 22      | Makau            | 0   | 0   | 1   | 1       |
| 22      | Nepal            | 0   | 0   | 1   | 1       |
| Razem   | Razem            | 310 | 309 | 357 | 976     |